# 北京延胡索
北京延胡索（学名：Corydalis gamosepala）为罂粟科紫堇属下的一个种。

## 扩展阅读
維基物種上的相關：北京延胡索